# Yuki Nakayama
Yuki Nakayama (中山 雄希 Nakayama Yuki?, nacido el 16 de octubre de 1994 en Saitama) es un futbolista japonés que se desempeña como delantero.

## Trayectoria

### Clubes
| Club        | País  | Año    |
| ----------- | ----- | ------ |
| Yokohama FC | Japón | 2017 - |

## Estadística de carrera

### J. League
| Club        | Año   | J. League | J. League | Copa J. League | Copa J. League | Total | Total |
| Club        | Año   | Part.     | Goles     | Part.          | Goles          | Part. | Goles |
| ----------- | ----- | --------- | --------- | -------------- | -------------- | ----- | ----- |
| Yokohama FC | 2017  | 12        | 0         | -              | -              | 12    | 0     |
| Total       | Total | 12        | 0         | 0              | 0              | 12    | 0     |